# Trichodorus viruliferus
Trichodorus viruliferus är en rundmaskart. Trichodorus viruliferus ingår i släktet Trichodorus, och familjen Trichodoridae. Arten är reproducerande i Sverige.